# Temporada 2020-2021 de l'Atlètic Balears
La temporada 2020-2021 de l'Atlètic Balears va ser la 79ª temporada del club d'ençà de la fusió i la 101ª de la història del club d'ençà de la fundació del Balears FC. Va ser una temporada marcada per les restriccions per la pandèmia per COVID-19, en la qual el club competí a Segona Divisió B, després que la temporada anterior no hagués assolit l'ascens a Segona A tot i haver acabat campió del seu grup per segona vegada consecutiva. Després d'una reorganització causada per la cancel·lació parcial de la temporada anterior, acabà enquadrat el grup 5 d'aquesta divisió, amb els equips de Madrid. Després d'una primera fase insatisfactòria en la qual perdé la possibilitat de l'ascens a Segona Divisió A, l'equip es jugà la plaça per la nova Primera Divisió RFEF en la segona fase, que disputà amb solvència i d'aquesta manera aconseguí una plaça per la nova categoria. A més, va participar en la Copa del Rei, per 31ª vegada a la història, tot i que no va passar de la primera ronda.

## Esdeveniments

### Pretemporada
La temporada anterior va estar molt condicionada per la pandèmia per COVID-19, que així i tot va acabar amb el club líder de grup però no va assolir l'ascens. Tot i els bons resultats en lliga, el club no renovà el tècnic Manix Mandiola i, com ja era habitual, renovà bona part de la plantilla.
La temporada començava amb una gran novetat, la reestructuració de les lligues organitzades per la Reial Federació Espanyola de Futbol (Segona Divisió B i Tercera) tres categories: una primera divisió de quaranta equips dividits en dos grups, una segona divisió (anàloga a la Segona B) de setanta-dos equips dividits en quatre grups, i la tercera divisió, idèntica a l'anterior. D'aquesta manera, en aquesta temporada el club es jugava l'ascens a Segona A o, si no hi reeixia, la classificació per la nova Primera RFEF, més que no pas la Segona RFEF, que comportaria un descens del tercer al quart nivell. La temporada constava de tres fases. En una primera fase, els equips, dividits en cinc grups de vint, competirien en lliguetes de deu, cada grup dividit en dos subgrups. En la segona fase, els tres primers de cada subgrup competirien en lligueta contra els tres primers de l'altre subgrup pel playoff d'ascens a Segona A; els tres següents, amb els altres tres de l'altre subgrup per dues places a la Primera RFEF; i els quatre darrers, amb els altres quatre de l'altre subgrup per la permanència a Segona RFEF o el descens a Tercera RFEF. Els quatre vencedors del playoff ascendirien a Segona A, mentre que tots els perdedors obtendrien una plaça a Primera RFEF; a aquests darrers s'afegirien els vencedors de les dues places per la Primera RFEF de cada lligueta, mentre que els altres es mantendrien a la nova Segona RFEF; descendirien els perdedors del grup per la permanència. El Balears, juntament amb el Pobler, resultà enquadrat dins el subgrup 1, amb equips madrilenys, del Grup 5, que completaven extremenys i castellans.
El 7 d'agost, dues setmanes després de la derrota en el playoff d'ascens a Segona A, el club confirmà la contractació del nou tècnic, Jordi Roger Ceballos, ex entrenador de la UE Cornellà.
Pel que fa a la renovació de jugadors, com ja era habitual els darrers anys es va refer la plantilla. Abandonaren el club jugadors importants com Manu Herrera, Óscar Gil, Gorka Iturraspe, Alberto Villapalos, Marc Rovirola, Jordan Holsgrove, Toni Gabarre i Jorge Ortiz, Samuel Shashoua tornà al Tenerife després de la cessió i Guillem Vallori es retirà. També abandonaren el club Jon Aurtenetxe, Borja San Emeterio i Arturo Rodríguez. Tan sols renovaren Xavi Ginard, Luca Ferrone, José Peris, Pedro Orfila, David Haro i Alberto Gil, a més de Canario, que encara tenia contracte, i Armando Shashua, que després de la cessió tornà a l'equip en propietat.
En substitució de totes aquestes baixes, arribaren el porter Juan Carlos, Iñaki Olaortua, Carlos Cobo, Cristian Pérez i Miguel Acosta a la defensa, Kako Sanz, Alfonso Martín i Álex Barrera al centre del camp, i, en atac, Marcos Baselga, Fito Miranda, Dani Pichín i, com a grans fitxatges, el davanter centre Vinícius Tanque i l'exjugador de Primera Divisió Ferran Corominas.
El 27 d'agost de 2020, el club presentà les equipacions de la temporada. Com a novetat, la segona equipació era verda amb detalls vermells, tot recordant l'equipació de l'Atlètic FC, un dels dos clubs fundadors de l'Atlètic Balears el 1942.

### Primera volta
La temporada començà el 18 d'octubre amb un partit a casa contra l'Internacional de Madrid, amb una victòria contundent per 4-0. No obstant això, tot i el bon començament, els resultats ràpidament tornaren irregulars i al final de la primera volta l'equip estava en sisena posició a la mateixa distància de les posicions de playoff que de les de descens.
La competició va estar marcada per la situació sanitària. D'entrada, l'aforament a l'estadi, llavors de 4.000 persones, es veié reduït a solament 1.000 durant la primera volta. A més, s'ajornaren diversos partits per casos de positius tant del Balears com d'equips rivals, partits que es recuperaven entre setmanes.
El 16 de desembre l'equip disputà el partit corresponent a la primera volta de la Copa a casa contra el CF Fuenlabrada. El partit acabà amb derrota per 0-1, de manera que l'equip resultà eliminat de la competició.
Acabats els nou partits de la primera volta (amb un d'ajornat), els més habituals foren Juan Carlos a la porteria, Orfila i Olaortua a l'eix de la defensa i Peris i Ferrone als laterals, Alfonso i Barrera al mig del camp, Haro i Miranda a les bandes i Vinícius i Baselga a l'atac. Tengueren titularitats Cristian, Acosta, Kako, Armando, Coro i Pichín, mentre que Cobo, Xavi Ginard, Alberto Gil i Canario foren residuals (aquests dos darrers per lesió).

### Segona volta
Arribat el mercat de fitxatges, el primer d'arribar fou Miguel Ángel Cordero, tot just començat l'any. El seguiren Liam Ayad, René Román i Manel Martínez, el darrer dia del mercat. Substituïen Álex Barrera, Kako Sanz, Juan Carlos i Dani Pichín, que abandonaren el club, després de tenir poques oportunitats, uns, o males actuacions, uns altres. A més, després d'una greu lesió d'Alfonso a començament de març, el club rebé autorització per donar de baixa la seva fitxa i fitxar Cañas, exjugador de Primera Divisió.
L'equip va completar una segona volta igual d'irregular que la primera, i després d'una derrota contra Las Rozas CF en l'avantdarrera jornada de la primera fase el club va destituir Jordi Roger per nomenar l'endemà el seu segon entrenador, Xavi Calm, com a nou primer entrenador amb Joan Vich, exjugador del club, com a segon.
Tot i els bons resultats del nou entrenador Xavi Calm, l'equip no es classificà per la lligueta de la segona fase pels play-offs i acabà en el grup dels que es jugaven dues places per la Primera RFEF. En aquesta segona fase, competí en una lligueta amb el Mérida AD, el CF Villanovense i el CD Don Benito, i també amb el Rayo Majadahonda i el CDA Navalcarnero, tot i que amb aquests dos no disputà cap partit més, car es comptaven els resultats obtinguts a la primera fase. D'aquests sis equips, els dos primers es classificaven per la nova Primera RFEF, i els altres quatre romanien en la nova Segona RFEF. En aquesta segona fase, el rendiment fou perfecte, i l'equip obtengué tots els punts possibles en les cinc primeres jornades; d'aquesta manera, i a falta d'un partit per disputar, ja havia rescabalat els mals resultats de la primera fase i aconseguia matemàticament la plaça per la nova categoria, després d'una victòria per 1-0 a casa contra el Villanovense.

## Plantilla
| N. | Pos. | Nac. | Jugador               |
| -- | ---- | --- | --------------------- |
| 1  | POR  | [[Fitxer:Flag of the Community of Madrid.svg\|23x15px\|border \|alt=Comunitat de Madrid\|link=Selecció de futbol de Comunitat de Madrid\|{{#if:\|]] | Xavi Ginard           |
| 13 | POR  | [[Fitxer:Flag of Andalucía.svg\|23x15px\|border \|alt=Andalusia\|link=Selecció de futbol d'Andalusia\|{{#if:\|]]                                    | René Román **         |
| 13 | POR  | [[Fitxer:Bandera del Reino de Mallorca.svg\|23x15px\|border \|alt=Mallorca\|link=Selecció de futbol de Mallorca\|{{#if:\|]]                         | Juan Carlos *         |
| 2  | DEF  | [[Fitxer:Flag of Italy.svg\|23x15px\|border \|alt=Itàlia\|link=Selecció de futbol d'Itàlia\|{{#if:\|]]                                              | Luca Ferrone          |
| 3  | DEF  | [[Fitxer:Flag of the Valencian Community (2x3).svg\|23x15px\|border \|alt=País Valencià\|link=Selecció de futbol del País Valencià\|{{#if:\|]]      | José Peris            |
| 4  | DEF  | [[Fitxer:Flag of the Basque Country.svg\|23x15px\|border \|alt=País Basc\|link=Selecció de futbol del País Basc\|{{#if:\|]]                         | Iñaki Olaortua        |
| 5  | DEF  | [[Fitxer:Flag of Castile and León.svg\|23x15px\|border \|alt=Castella i Lleó\|link=Selecció de futbol de Castella i Lleó\|{{#if:\|]]                | Cristian Pérez        |
| 15 | DEF  | [[Fitxer:Flag of Andalucía.svg\|23x15px\|border \|alt=Andalusia\|link=Selecció de futbol d'Andalusia\|{{#if:\|]]                                    | Carlos Cobo           |
| 18 | DEF  | [[Fitxer:Flag of the Community of Madrid.svg\|23x15px\|border \|alt=Comunitat de Madrid\|link=Selecció de futbol de Comunitat de Madrid\|{{#if:\|]] | Miguel Acosta         |
| 22 | DEF  | [[Fitxer:Flag of Asturias.svg\|23x15px\|border \|alt=Astúries\|link=Selecció de futbol d'Astúries\|{{#if:\|]]                                       | Pedro Orfila          |
| 6  | MIG  | [[Fitxer:Flag of England.svg\|23x15px\|border \|alt=Anglaterra\|link=Selecció de futbol d'Anglaterra\|{{#if:\|]]                                    | Armando Shashoua      |
| 8  | MIG  | [[Fitxer:Flag of Asturias.svg\|23x15px\|border \|alt=Astúries\|link=Selecció de futbol d'Astúries\|{{#if:\|]]                                       | Álex Barrera *        |
| 8  | MIG  | [[Fitxer:Flag of Andalucía.svg\|23x15px\|border \|alt=Andalusia\|link=Selecció de futbol d'Andalusia\|{{#if:\|]]                                    | José Alberto Cañas ** |

| N. | Pos. | Nac. | Jugador                 |
| -- | ---- | --- | ----------------------- |
| 12 | MIG  | [[Fitxer:Flag of Côte d'Ivoire.svg\|23x15px\|border \|alt=Costa d'Ivori\|link=Selecció de futbol de la Costa d'Ivori\|{{#if:\|]]                    | Liam Ayad **            |
| 14 | MIG  | [[Fitxer:Flag of Andalucía.svg\|23x15px\|border \|alt=Andalusia\|link=Selecció de futbol d'Andalusia\|{{#if:\|]]                                    | Alfonso Martín *        |
| 16 | MIG  | [[Fitxer:Bandera de Navarra.svg\|23x15px\|border \|alt=Navarra\|link=Selecció de futbol de Navarra\|{{#if:\|]]                                      | Kako Sanz *             |
| 16 | MIG  | [[Fitxer:Flag of Andalucía.svg\|23x15px\|border \|alt=Andalusia\|link=Selecció de futbol d'Andalusia\|{{#if:\|]]                                    | Miguel Ángel Cordero ** |
| 7  | DAV  | [[Fitxer:Flag of Catalonia.svg\|23x15px\|border \|alt=Catalunya\|link=Selecció de futbol de Catalunya\|{{#if:\|]]                                   | David Haro              |
| 9  | DAV  | [[Fitxer:Flag of Brazil.svg\|23x15px\|border \|alt=Brasil\|link=Selecció de futbol del Brasil\|{{#if:\|]]                                           | Vinícius Tanque         |
| 10 | DAV  | [[Fitxer:Flag of Castile and León.svg\|23x15px\|border \|alt=Castella i Lleó\|link=Selecció de futbol de Castella i Lleó\|{{#if:\|]]                | Alberto Castaño Canario |
| 11 | DAV  | [[Fitxer:Flag of the Community of Madrid.svg\|23x15px\|border \|alt=Comunitat de Madrid\|link=Selecció de futbol de Comunitat de Madrid\|{{#if:\|]] | Dani Pichín *           |
| 11 | DAV  | [[Fitxer:Flag of Catalonia.svg\|23x15px\|border \|alt=Catalunya\|link=Selecció de futbol de Catalunya\|{{#if:\|]]                                   | Manel Martínez **       |
| 17 | DAV  | [[Fitxer:Flag of the Valencian Community (2x3).svg\|23x15px\|border \|alt=País Valencià\|link=Selecció de futbol del País Valencià\|{{#if:\|]]      | Alberto Gil             |
| 19 | DAV  | [[Fitxer:Flag of Aragon.svg\|23x15px\|border \|alt=Aragó\|link=Selecció de futbol d'Aragó\|{{#if:\|]]                                               | Marcos Baselga          |
| 20 | DAV  | [[Fitxer:Flag of Catalonia.svg\|23x15px\|border \|alt=Catalunya\|link=Selecció de futbol de Catalunya\|{{#if:\|]]                                   | Ferran Corominas        |
| 21 | DAV  | [[Fitxer:Bandera de Navarra.svg\|23x15px\|border \|alt=Navarra\|link=Selecció de futbol de Navarra\|{{#if:\|]]                                      | Fito Miranda            |

| N. | Pos. | Nac. | Jugador               |
| -- | ---- | --- | --------------------- |
| 1  | POR  | [[Fitxer:Flag of the Community of Madrid.svg\|23x15px\|border \|alt=Comunitat de Madrid\|link=Selecció de futbol de Comunitat de Madrid\|{{#if:\|]] | Xavi Ginard           |
| 13 | POR  | [[Fitxer:Flag of Andalucía.svg\|23x15px\|border \|alt=Andalusia\|link=Selecció de futbol d'Andalusia\|{{#if:\|]]                                    | René Román **         |
| 13 | POR  | [[Fitxer:Bandera del Reino de Mallorca.svg\|23x15px\|border \|alt=Mallorca\|link=Selecció de futbol de Mallorca\|{{#if:\|]]                         | Juan Carlos *         |
| 2  | DEF  | [[Fitxer:Flag of Italy.svg\|23x15px\|border \|alt=Itàlia\|link=Selecció de futbol d'Itàlia\|{{#if:\|]]                                              | Luca Ferrone          |
| 3  | DEF  | [[Fitxer:Flag of the Valencian Community (2x3).svg\|23x15px\|border \|alt=País Valencià\|link=Selecció de futbol del País Valencià\|{{#if:\|]]      | José Peris            |
| 4  | DEF  | [[Fitxer:Flag of the Basque Country.svg\|23x15px\|border \|alt=País Basc\|link=Selecció de futbol del País Basc\|{{#if:\|]]                         | Iñaki Olaortua        |
| 5  | DEF  | [[Fitxer:Flag of Castile and León.svg\|23x15px\|border \|alt=Castella i Lleó\|link=Selecció de futbol de Castella i Lleó\|{{#if:\|]]                | Cristian Pérez        |
| 15 | DEF  | [[Fitxer:Flag of Andalucía.svg\|23x15px\|border \|alt=Andalusia\|link=Selecció de futbol d'Andalusia\|{{#if:\|]]                                    | Carlos Cobo           |
| 18 | DEF  | [[Fitxer:Flag of the Community of Madrid.svg\|23x15px\|border \|alt=Comunitat de Madrid\|link=Selecció de futbol de Comunitat de Madrid\|{{#if:\|]] | Miguel Acosta         |
| 22 | DEF  | [[Fitxer:Flag of Asturias.svg\|23x15px\|border \|alt=Astúries\|link=Selecció de futbol d'Astúries\|{{#if:\|]]                                       | Pedro Orfila          |
| 6  | MIG  | [[Fitxer:Flag of England.svg\|23x15px\|border \|alt=Anglaterra\|link=Selecció de futbol d'Anglaterra\|{{#if:\|]]                                    | Armando Shashoua      |
| 8  | MIG  | [[Fitxer:Flag of Asturias.svg\|23x15px\|border \|alt=Astúries\|link=Selecció de futbol d'Astúries\|{{#if:\|]]                                       | Álex Barrera *        |
| 8  | MIG  | [[Fitxer:Flag of Andalucía.svg\|23x15px\|border \|alt=Andalusia\|link=Selecció de futbol d'Andalusia\|{{#if:\|]]                                    | José Alberto Cañas ** |

| N. | Pos. | Nac. | Jugador                 |
| -- | ---- | --- | ----------------------- |
| 12 | MIG  | [[Fitxer:Flag of Côte d'Ivoire.svg\|23x15px\|border \|alt=Costa d'Ivori\|link=Selecció de futbol de la Costa d'Ivori\|{{#if:\|]]                    | Liam Ayad **            |
| 14 | MIG  | [[Fitxer:Flag of Andalucía.svg\|23x15px\|border \|alt=Andalusia\|link=Selecció de futbol d'Andalusia\|{{#if:\|]]                                    | Alfonso Martín *        |
| 16 | MIG  | [[Fitxer:Bandera de Navarra.svg\|23x15px\|border \|alt=Navarra\|link=Selecció de futbol de Navarra\|{{#if:\|]]                                      | Kako Sanz *             |
| 16 | MIG  | [[Fitxer:Flag of Andalucía.svg\|23x15px\|border \|alt=Andalusia\|link=Selecció de futbol d'Andalusia\|{{#if:\|]]                                    | Miguel Ángel Cordero ** |
| 7  | DAV  | [[Fitxer:Flag of Catalonia.svg\|23x15px\|border \|alt=Catalunya\|link=Selecció de futbol de Catalunya\|{{#if:\|]]                                   | David Haro              |
| 9  | DAV  | [[Fitxer:Flag of Brazil.svg\|23x15px\|border \|alt=Brasil\|link=Selecció de futbol del Brasil\|{{#if:\|]]                                           | Vinícius Tanque         |
| 10 | DAV  | [[Fitxer:Flag of Castile and León.svg\|23x15px\|border \|alt=Castella i Lleó\|link=Selecció de futbol de Castella i Lleó\|{{#if:\|]]                | Alberto Castaño Canario |
| 11 | DAV  | [[Fitxer:Flag of the Community of Madrid.svg\|23x15px\|border \|alt=Comunitat de Madrid\|link=Selecció de futbol de Comunitat de Madrid\|{{#if:\|]] | Dani Pichín *           |
| 11 | DAV  | [[Fitxer:Flag of Catalonia.svg\|23x15px\|border \|alt=Catalunya\|link=Selecció de futbol de Catalunya\|{{#if:\|]]                                   | Manel Martínez **       |
| 17 | DAV  | [[Fitxer:Flag of the Valencian Community (2x3).svg\|23x15px\|border \|alt=País Valencià\|link=Selecció de futbol del País Valencià\|{{#if:\|]]      | Alberto Gil             |
| 19 | DAV  | [[Fitxer:Flag of Aragon.svg\|23x15px\|border \|alt=Aragó\|link=Selecció de futbol d'Aragó\|{{#if:\|]]                                               | Marcos Baselga          |
| 20 | DAV  | [[Fitxer:Flag of Catalonia.svg\|23x15px\|border \|alt=Catalunya\|link=Selecció de futbol de Catalunya\|{{#if:\|]]                                   | Ferran Corominas        |
| 21 | DAV  | [[Fitxer:Bandera de Navarra.svg\|23x15px\|border \|alt=Navarra\|link=Selecció de futbol de Navarra\|{{#if:\|]]                                      | Fito Miranda            |

- *: Aquests jugadors abandonaren el club durant el mercat d'hivern. Alfonso no abandonà el club, però per una lesió de gravetat el club va donar de baixa la seva fitxa.
- **: Aquests jugadors arribaren al club durant el mercat d'hivern.

### Altes
| N. | Pos. | Nac. | Jugador                                           |
| -- | ---- | --- | ------------------------------------------------- |
| 13 | POR  | [[Fitxer:Bandera del Reino de Mallorca.svg\|23x15px\|border \|alt=Mallorca\|link=Selecció de futbol de Mallorca\|{{#if:\|]]                         | Juan Carlos (Procedent del CD Numancia)           |
| 4  | DEF  | [[Fitxer:Flag of the Basque Country.svg\|23x15px\|border \|alt=País Basc\|link=Selecció de futbol del País Basc\|{{#if:\|]]                         | Iñaki Olaortua (Procedent del Racing)             |
| 15 | DEF  | [[Fitxer:Flag of Andalucía.svg\|23x15px\|border \|alt=Andalusia\|link=Selecció de futbol d'Andalusia\|{{#if:\|]]                                    | Carlos Cobo (Procedent del filial del Cadis CF)   |
| 18 | DEF  | [[Fitxer:Flag of the Community of Madrid.svg\|23x15px\|border \|alt=Comunitat de Madrid\|link=Selecció de futbol de Comunitat de Madrid\|{{#if:\|]] | Miguel Acosta (Procedent de filial del Getafe CF) |
| 5  | DEF  | [[Fitxer:Flag of Castile and León.svg\|23x15px\|border \|alt=Castella i Lleó\|link=Selecció de futbol de Castella i Lleó\|{{#if:\|]]                | Cristian Pérez (Procedent de la UE Cornellà)      |
| 8  | MIG  | [[Fitxer:Flag of Asturias.svg\|23x15px\|border \|alt=Astúries\|link=Selecció de futbol d'Astúries\|{{#if:\|]]                                       | Álex Barrera (Procedent del Barakaldo CF)         |
| 14 | MIG  | [[Fitxer:Flag of Andalucía.svg\|23x15px\|border \|alt=Andalusia\|link=Selecció de futbol d'Andalusia\|{{#if:\|]]                                    | Alfonso Martín (Cedit del AD Alcorcón)            |

| N. | Pos. | Nac. | Jugador                                        |
| -- | ---- | --- | ---------------------------------------------- |
| 16 | MIG  | [[Fitxer:Bandera de Navarra.svg\|23x15px\|border \|alt=Navarra\|link=Selecció de futbol de Navarra\|{{#if:\|]]                                      | Kako Sanz (Procedent del CD Numancia)          |
| 20 | DAV  | [[Fitxer:Flag of Catalonia.svg\|23x15px\|border \|alt=Catalunya\|link=Selecció de futbol de Catalunya\|{{#if:\|]]                                   | Ferran Corominas (Procedent del FC Goa indi)   |
| 9  | DAV  | [[Fitxer:Flag of Brazil.svg\|23x15px\|border \|alt=Brasil\|link=Selecció de futbol del Brasil\|{{#if:\|]]                                           | Vinícius Tanque (Cedit del FC Cartagena)       |
| 19 | DAV  | [[Fitxer:Flag of Aragon.svg\|23x15px\|border \|alt=Aragó\|link=Selecció de futbol d'Aragó\|{{#if:\|]]                                               | Marcos Baselga (Cedit del Real Zaragoza)       |
| 21 | DAV  | [[Fitxer:Bandera de Navarra.svg\|23x15px\|border \|alt=Navarra\|link=Selecció de futbol de Navarra\|{{#if:\|]]                                      | Fito Miranda                                   |
| 11 | DAV  | [[Fitxer:Flag of the Community of Madrid.svg\|23x15px\|border \|alt=Comunitat de Madrid\|link=Selecció de futbol de Comunitat de Madrid\|{{#if:\|]] | Dani Pichín (Procedent de la Cultural Leonesa) |

### Baixes
| N. | Pos. | Nac. | Jugador                               |
| -- | ---- | --- | ------------------------------------- |
| —  | POR  | [[Fitxer:Flag of the Community of Madrid.svg\|23x15px\|border \|alt=Comunitat de Madrid\|link=Selecció de futbol de Comunitat de Madrid\|{{#if:\|]] | Manu Herrera (Al CF Intercity)        |
| —  | DEF  | [[Fitxer:Flag of the Basque Country.svg\|23x15px\|border \|alt=País Basc\|link=Selecció de futbol del País Basc\|{{#if:\|]]                         | Jon Aurtenetxe                        |
| —  | DEF  | [[Fitxer:Bandera del Reino de Mallorca.svg\|23x15px\|border \|alt=Mallorca\|link=Selecció de futbol de Mallorca\|{{#if:\|]]                         | Guillem Vallori (Retirat)             |
| —  | DEF  | [[Fitxer:Flag of Cantabria.svg\|23x15px\|border \|alt=Cantàbria\|link=Selecció de futbol de Cantàbria\|{{#if:\|]]                                   | Borja San Emeterio (Al CD Lugo)       |
| —  | DEF  | [[Fitxer:Bandera de Navarra.svg\|23x15px\|border \|alt=Navarra\|link=Selecció de futbol de Navarra\|{{#if:\|]]                                      | Óscar Gil (Al Racing)                 |
| —  | MIG  | [[Fitxer:Flag of the Basque Country.svg\|23x15px\|border \|alt=País Basc\|link=Selecció de futbol del País Basc\|{{#if:\|]]                         | Gorka Iturraspe (Al Rayo Majadahonda) |
| —  | MIG  | [[Fitxer:Flag of the Community of Madrid.svg\|23x15px\|border \|alt=Comunitat de Madrid\|link=Selecció de futbol de Comunitat de Madrid\|{{#if:\|]] | Alberto Villapalos (Al Racing)        |

| N. | Pos. | Nac. | Jugador                                             |
| -- | ---- | --- | --------------------------------------------------- |
| —  | MIG  | [[Fitxer:Flag of Catalonia.svg\|23x15px\|border \|alt=Catalunya\|link=Selecció de futbol de Catalunya\|{{#if:\|]]               | Marc Rovirola (A la Cultural Leonesa)               |
| —  | MIG  | [[Fitxer:Flag of Scotland.svg\|23x15px\|border \|alt=Escòcia\|link=Selecció de futbol d'Escòcia\|{{#if:\|]]                     | Jordan Holsgrove (Torna al Reading FC de la cessió) |
| —  | DAV  | [[Fitxer:Flag of the Region of Murcia.svg\|23x15px\|border \|alt=Regió de Múrcia\|link=Selecció de futbol de Múrcia\|{{#if:\|]] | Arturo Rodríguez (A la UD Sanse)                    |
| —  | DAV  | [[Fitxer:Bandera Castilla-La Mancha.svg\|23x15px\|border \|alt=Castella - la Manxa\|link=Castella - la Manxa\|{{#if:\|]]        | Jorge Ortiz (AlFC Goa indi)                         |
| —  | DAV  | [[Fitxer:Flag of Aragon.svg\|23x15px\|border \|alt=Aragó\|link=Selecció de futbol d'Aragó\|{{#if:\|]]                           | Toni Gabarre (Al CD Numancia)                       |
| —  | DAV  | [[Fitxer:Flag of Serbia.svg\|23x15px\|border \|alt=Sèrbia\|link=Selecció de futbol de Sèrbia\|{{#if:\|]]                        | Dejan Lekić                                         |
| —  | DAV  | [[Fitxer:Flag of England.svg\|23x15px\|border \|alt=Anglaterra\|link=Selecció de futbol d'Anglaterra\|{{#if:\|]]                | Samuel Shashoua (Torna al CD Tenerife de la cessió) |

### Mercat d'hivern
| N. | Pos. | Nac. | Jugador                                           |
| -- | ---- | --- | ------------------------------------------------- |
| 13 | POR  | [[Fitxer:Flag of Andalucía.svg\|23x15px\|border \|alt=Andalusia\|link=Selecció de futbol d'Andalusia\|{{#if:\|]]                 | René Román (Procedent del Dinamo de Bucarest)     |
| 12 | MIG  | [[Fitxer:Flag of Côte d'Ivoire.svg\|23x15px\|border \|alt=Costa d'Ivori\|link=Selecció de futbol de la Costa d'Ivori\|{{#if:\|]] | Liam Ayad (Procedent de la UD Extremadura)        |
| 16 | MIG  | [[Fitxer:Flag of Andalucía.svg\|23x15px\|border \|alt=Andalusia\|link=Selecció de futbol d'Andalusia\|{{#if:\|]]                 | Miguel Ángel Cordero (Procedent del FC Cartagena) |
| 11 | DAV  | [[Fitxer:Flag of Catalonia.svg\|23x15px\|border \|alt=Catalunya\|link=Selecció de futbol de Catalunya\|{{#if:\|]]                | Manel Martínez (Procedent del Marbella FC)        |
| 8  | MIG  | [[Fitxer:Flag of Andalucía.svg\|23x15px\|border \|alt=Andalusia\|link=Selecció de futbol d'Andalusia\|{{#if:\|]]                 | José Alberto Cañas                                |

| N. | Pos. | Nac. | Jugador                                           |
| -- | ---- | --- | ------------------------------------------------- |
| 13 | POR  | [[Fitxer:Flag of Andalucía.svg\|23x15px\|border \|alt=Andalusia\|link=Selecció de futbol d'Andalusia\|{{#if:\|]]                 | René Román (Procedent del Dinamo de Bucarest)     |
| 12 | MIG  | [[Fitxer:Flag of Côte d'Ivoire.svg\|23x15px\|border \|alt=Costa d'Ivori\|link=Selecció de futbol de la Costa d'Ivori\|{{#if:\|]] | Liam Ayad (Procedent de la UD Extremadura)        |
| 16 | MIG  | [[Fitxer:Flag of Andalucía.svg\|23x15px\|border \|alt=Andalusia\|link=Selecció de futbol d'Andalusia\|{{#if:\|]]                 | Miguel Ángel Cordero (Procedent del FC Cartagena) |
| 11 | DAV  | [[Fitxer:Flag of Catalonia.svg\|23x15px\|border \|alt=Catalunya\|link=Selecció de futbol de Catalunya\|{{#if:\|]]                | Manel Martínez (Procedent del Marbella FC)        |
| 8  | MIG  | [[Fitxer:Flag of Andalucía.svg\|23x15px\|border \|alt=Andalusia\|link=Selecció de futbol d'Andalusia\|{{#if:\|]]                 | José Alberto Cañas                                |

| N. | Pos. | Nac. | Jugador                           |
| -- | ---- | --- | --------------------------------- |
| —  | POR  | [[Fitxer:Bandera del Reino de Mallorca.svg\|23x15px\|border \|alt=Mallorca\|link=Selecció de futbol de Mallorca\|{{#if:\|]]                         | Juan Carlos                       |
| —  | DAV  | [[Fitxer:Flag of the Community of Madrid.svg\|23x15px\|border \|alt=Comunitat de Madrid\|link=Selecció de futbol de Comunitat de Madrid\|{{#if:\|]] | Dani Pichín (A la UD Sanse)       |
| —  | MIG  | [[Fitxer:Flag of Asturias.svg\|23x15px\|border \|alt=Astúries\|link=Selecció de futbol d'Astúries\|{{#if:\|]]                                       | Álex Barrera (A l'Algeciras CF)   |
| —  | MIG  | [[Fitxer:Bandera de Navarra.svg\|23x15px\|border \|alt=Navarra\|link=Selecció de futbol de Navarra\|{{#if:\|]]                                      | Kako Sanz (A l'Inter Turku finès) |

| N. | Pos. | Nac. | Jugador                           |
| -- | ---- | --- | --------------------------------- |
| —  | POR  | [[Fitxer:Bandera del Reino de Mallorca.svg\|23x15px\|border \|alt=Mallorca\|link=Selecció de futbol de Mallorca\|{{#if:\|]]                         | Juan Carlos                       |
| —  | DAV  | [[Fitxer:Flag of the Community of Madrid.svg\|23x15px\|border \|alt=Comunitat de Madrid\|link=Selecció de futbol de Comunitat de Madrid\|{{#if:\|]] | Dani Pichín (A la UD Sanse)       |
| —  | MIG  | [[Fitxer:Flag of Asturias.svg\|23x15px\|border \|alt=Astúries\|link=Selecció de futbol d'Astúries\|{{#if:\|]]                                       | Álex Barrera (A l'Algeciras CF)   |
| —  | MIG  | [[Fitxer:Bandera de Navarra.svg\|23x15px\|border \|alt=Navarra\|link=Selecció de futbol de Navarra\|{{#if:\|]]                                      | Kako Sanz (A l'Inter Turku finès) |

## Resultats
Victòria
      Empat
      Derrota
L'equip tenia sis partits de pretemporada concertats, però dos se suspengueren per mor de la pandèmia. El primer era el contra la UE Poblera en el Trofeu Casa Miss; a Múrcia, al Pinatar Arena, disputà dos amistosos, i finalment disputà un altre partit contra la Penya Esportiva Santa Eulària. Aquest any no es disputà el Trofeu Nicolau Brondo.

### Pretemporada
| 19 setembre 2020 | CE Atlètic Balears | 0 - 0  | UCAM Múrcia | Múrcia          |  |
| 18:00 CEST       |                    | [ 30 ] |             | Pinatar Arena · |  |

| 16 setembre 2020 | Hèrcules CF           | 2 - 1  | CE Atlètic Balears | Múrcia          |  |
| 10:30 CEST       | Acuña 15' · Benja 75' | [ 31 ] | Fito 8'            | Pinatar Arena · |  |

| 7 octubre 2020 | CE Atlètic Balears | 1 - 1  | Penya Esportiva | Palma           |  |
| 12:30 CEST     | Tanque 22'         | [ 32 ] | Nacho 80'       | Estadi Balear · |  |

#### Trofeu Casa Miss-Jotul
| 12 setembre 2020 | UE Poblera         | 2 - 0  | CE Atlètic Balears | La Pobla                |  |
| 19:00 CEST       | Miki 22' · Pep 83' | [ 33 ] |                    | Municipal de la Pobla · |  |

### Lliga

#### Primera fase
| 18 octubre 2020 | CE Atlètic Balears                              | 4 - 0  | Internacional de Madrid | Palma                               |  |
| 12:00 CEST      | Haro 9' · Pichín 25' · Miranda 54' · Tanque 57' | [ 34 ] |                         | Estadi Balear · 1.000 espectadors · |  |

| 25 octubre 2020 | Rayo Majadahonda          | 2 - 0  | CE Atlètic Balears | Majadahonda        |  |
| 12:00 CEST      | González 9' · Sánchez 67' | [ 34 ] |                    | Cerro del Espino · |  |

| 1r novembre 2020 | CE Atlètic Balears | 1 - 1  | Atlètic de Madrid B | Palma                               |  |
| 12:00 CEST       | Tanque 88'         | [ 34 ] | Gutiérrez 23'       | Estadi Balear · 1.000 espectadors · |  |

| 25 novembre 2020 | Real Madrid Castilla | 1 - 1  | CE Atlètic Balears | Madrid                      |  |
| 12:00 CEST       | Dotor 12'            | [ 34 ] | Armando 73'        | Estadi Alfredo Di Stéfano · |  |

| 22 novembre 2020 | CE Atlètic Balears | 0 - 1  | UD Sanse  | Palma                               |  |
| 12:00 CEST       |                    | [ 34 ] | Felix 87' | Estadi Balear · 1.000 espectadors · |  |

| 29 novembre 2020 | CDA Navalcarnero                   | 3 - 3  | CE Atlètic Balears                      | Navalcarnero                 |  |
| 12:00 CEST       | Ramón 50' · Gonzalo 63' · Manu 90' | [ 34 ] | Baselga 22' · Cristian 72' · Tanque 85' | Municipal Mariano González · |  |

| 6 desembre 2020 | CE Atlètic Balears       | 2 - 0  | Las Rozas CF | Palma                               |  |
| 12:00 CEST      | Olaortua 9' · Tanque 11' | [ 34 ] |              | Estadi Balear · 1.000 espectadors · |  |

| 13 desembre 2020 | CE Atlètic Balears  | 2 - 3  | UE Pobler                                   | Palma                               |  |
| 12:00 CEST       | Coro 26' · Coro 65' | [ 34 ] | Fernández 32' · Hernández 47' · Garcias 50' | Estadi Balear · 1.000 espectadors · |  |

| 27 gener 2021 | Getafe CF B | 0 - 1  | CE Atlètic Balears | Getafe                       |  |
| 12:00 CEST    |             | [ 34 ] | Baselga 72'        | Ciudad Deportiva de Getafe · |  |

| 10 febrer 2021 | Internacional de Madrid | 2 - 0  | CE Atlètic Balears | Villaviciosa de Odón        |  |
| 12:00 CEST     | Arthur 13' · Barral 90' | [ 34 ] |                    | Municipal de Villaviciosa · |  |

| 24 gener 2021 | CE Atlètic Balears                               | 3 - 0  | Rayo Majadahonda | Palma                                         |  |
| 12:00 CEST    | Iturraspe 26' (p.p.) · Coro 32' · David Haro 62' | [ 34 ] |                  | Estadi Balear · A porta tancada espectadors · |  |

| 31 gener 2021 | Atlètic de Madrid B | 1 - 0  | CE Atlètic Balears | Majadahonda        |  |
| 12:00 CEST    | Camello 3'          | [ 34 ] |                    | Cerro del Espino · |  |

| 7 febrer 2021 | CE Atlètic Balears        | 2 - 1  | Reial Madrid Castella | Palma                                         |  |
| 12:00 CEST    | Olaortua 57' · Tanque 64' | [ 34 ] | Peter 55'             | Estadi Balear · A porta tancada espectadors · |  |

| 28 febrer 2021 | UD Sanse   | 1 - 1  | CE Atlètic Balears | San Sebastián de los Reyes             |  |
| 12:00 CEST     | Marcelo 8' | [ 34 ] | Tanque 87'         | Estadio Municipal Nuevo Matapiñonera · |  |

| 3 març 2021 | CE Atlètic Balears | 0 - 0  | CDA Navalcarnero | Palma                                         |  |
| 12:00 CEST  |                    | [ 34 ] |                  | Estadi Balear · A porta tancada espectadors · |  |

| 7 març 2021 | Las Rozas CF                  | 3 - 2  | CE Atlètic Balears      | Las Rozas de Madrid     |  |
| 12:00 CEST  | Losada 45' (56) · Portero 47' | [ 34 ] | Manel 22' · Canario 38' | Dehesa de Navalcarbón · |  |

| 14 març 2021 | UE Pobler  | 1 - 1  | CE Atlètic Balears | La Pobla d'Uialfàs     |  |
| 17:15 CEST   | Jurado 51' | [ 34 ] | Manel 79'          | Nou Camp de la Pobla · |  |

| 21 març 2021 | CE Atlètic Balears                    | 3 - 1  | Getafe CF B | Palma                             |  |
| 12:00 CEST   | Tanque 5' · Canario 42' · Armando 80' | [ 34 ] | Sánchez 38' | Estadi Balear · 400 espectadors · |  |

#### Segona fase
| 4 abril 2021 | CE Atlètic Balears | 1 - 0  | CD Don Benito | Palma                             |  |
| 12:00 CEST   | Alberto Gil 67'    | [ 34 ] |               | Estadi Balear · 400 espectadors · |  |

| 11 abril 2021 | CF Villanovense | 0 - 2  | CE Atlètic Balears     | Villanueva de la Serena   |  |
| 12:00 CEST    |                 | [ 34 ] | Manel 18' · Tanque 58' | Municipal Romero Cuerda · |  |

| 18 abril 2021 | CE Atlètic Balears     | 1 - 0  | Mérida AD  | Palma                             |  |
| 12:00 CEST    | Peris 10' · Tanque 44' | [ 34 ] | García 71' | Estadi Balear · 400 espectadors · |  |

| 25 abril 2021 | CD Don Benito | 1 - 4  | CE Atlètic Balears                                | Don Benito               |  |
| 12:00 CEST    | Agudo 44'     | [ 34 ] | Tanque 7' · Manel 9' · Haro 46' · Alberto Gil 90' | Municipal Vicente Sanz · |  |

| 2 maig 2021 | CE Atlètic Balears | 1 - 0  | CF Villanovense | Palma                               |  |
| 12:00 CEST  | Tanque 89'         | [ 34 ] |                 | Estadi Balear · 1.200 espectadors · |  |

| 9 maig 2021 | Mérida AD | 1 - 0  | CE Atlètic Balears | Mèrida           |  |
| 12:00 CEST  | Nacho 67' | [ 34 ] |                    | Estadio Romano · |  |

### Copa del Rei
| 16 desembre 2019 | CE Atlètic Balears | 0 - 1  | CF Fuenlabrada | Palma           |  |
| 19:00 CEST       | Awudu 64'          | [ 34 ] |                | Estadi Balear · |  |